# Давиди (заказник)
Дави́ди — ботанічний заказник місцевого значення в Україні. Розташований у межах Володарсько-Волинського району Житомирської області, на північний схід від села Рижани. 
Площа 85,3 га. Статус надано 2001 року. Перебуває у віданні ДП «Володарсько-Волинський лісгосп АПК». 
Створений з метою охорони частини лісового масиву з переважно вільховими насадженнями, де масово зростають малина, ведмежина, кропива дводомна, герань робертова, розрив-трава звичайна. Серед соснових насаджень зростає плаун булавоподібний, серед березових — біловус, щучка дерниста, верес, калган. 

## Галерея

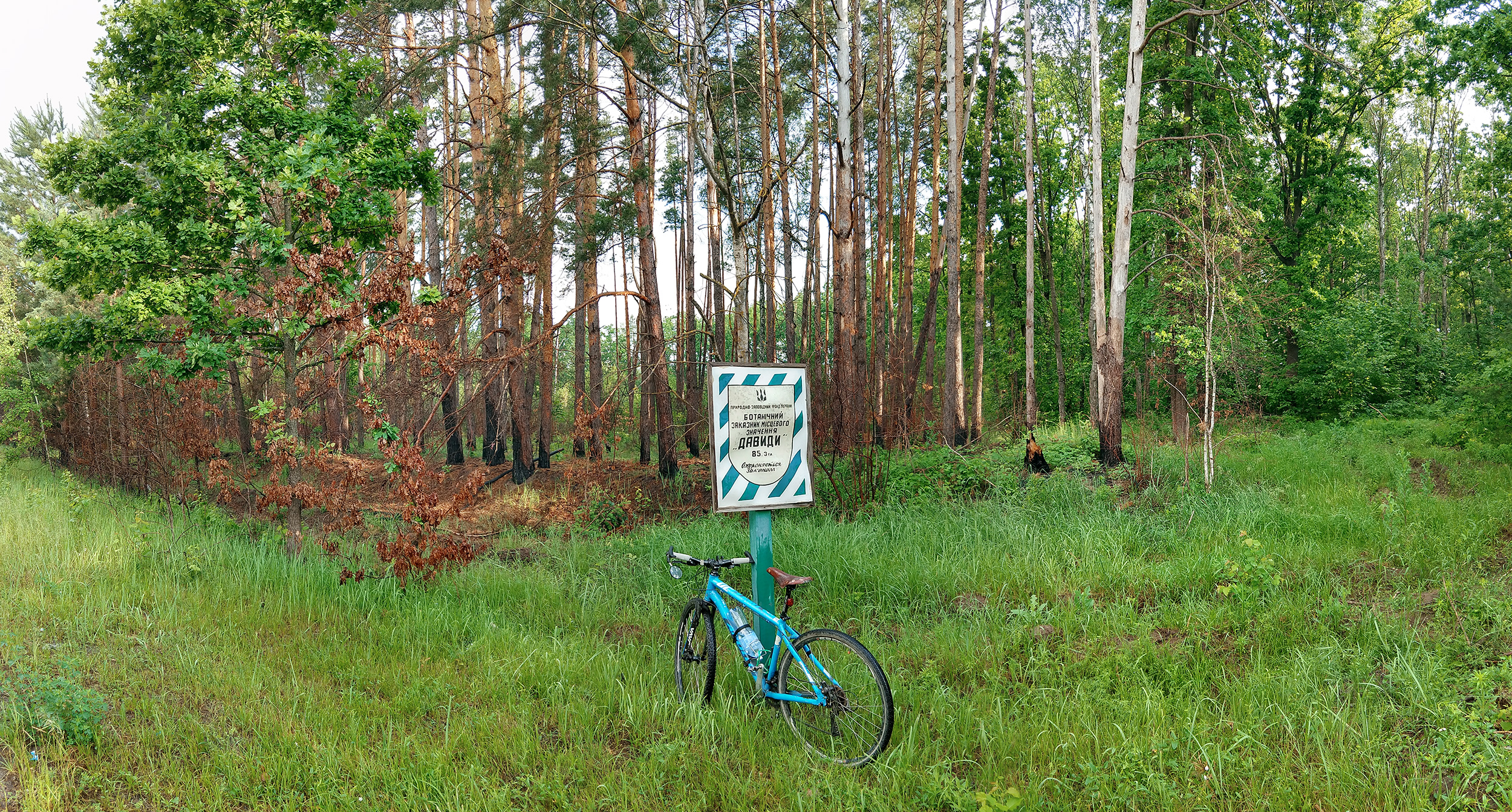
На початку заказника Давиди